# Avenida Hercílio Luz (Florianópolis)
A Avenida Hercílio Luz é uma avenida de Florianópolis, Santa Catarina, construída após a canalização do Rio da Bulha.

## História
Quem vê uma imagem de satélite do Centro de Florianópolis consegue distinguir a Hercílio Luz das outras vias: ela não parece seguir o traçado relativamente reto das outras ruas. Seu traçado sinuoso vem do fato de que ela segue o traçado de um rio: o Rio da Bulha, o maior do Centro.
No passado uma região considerada mais degradada devido à poluição dos moradores do Centro no rio, o destino do local começou a mudar na década de 1920, quando começaram as obras de saneamento na cidade. Por essa razão foi chamada inicialmente de Avenida do Saneamento. Com isso, o rio foi canalizado e a população mais pobre deu lugar à classe média.
Devido à maior parte das obras de melhoria e embelezamento da avenida ter sido feito no governo de Hercílio Luz, o governador teve seu nome dado à avenida.
Recentemente, a avenida teve toda sua extensão revitalizada, com nova iluminação, ciclovia e bancos. O canal de drenagem do rio da Bulha, que era até então a céu aberto e exalava mau cheiro, foi totalmente coberto com laje de concreto. Antes disso, enchentes eram comuns na área.

## Características

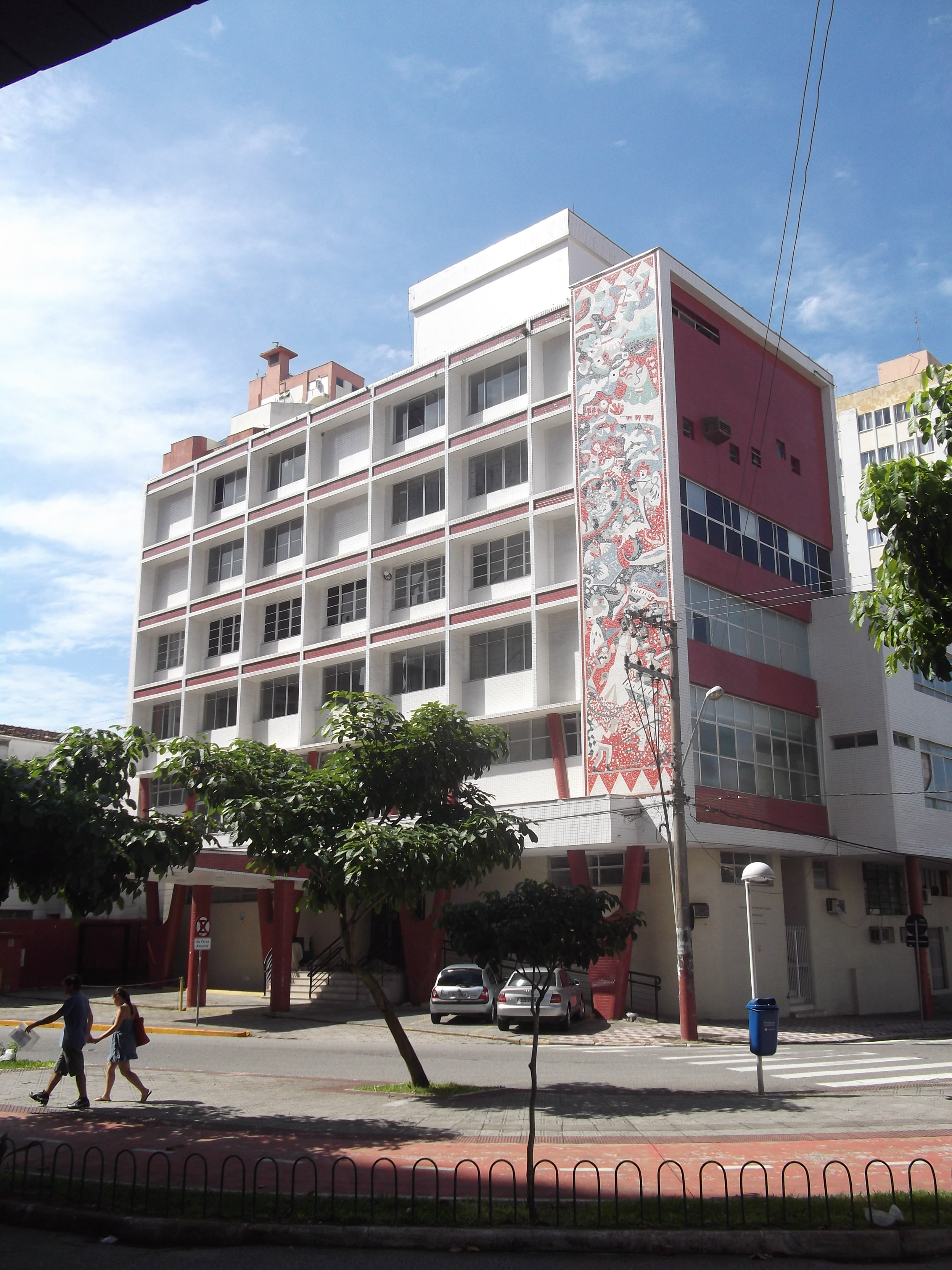
O Prédio do Clube 12 de Agosto, localizado na avenida, é um exemplar da arquitetura moderna em Santa Catarina.

A avenida vai da Rodovia Governador Gustavo Richard até a Avenida Mauro Ramos, passando pela região do Centro Velho. Possui duas pistas de rolamento com duas faixas, separadas pelo canteiro central, que fica sobre o canalizado rio da Bulha. Esse canteiro conta com arborização, ciclovia e infraestrutura urbana, como bancos e lixeiras.
Na Hercílio Luz ficam importantes endereços da cidade, como o prédio do Clube 12 de Agosto e o Instituto Estadual de Educação, que fica entre ela e a Avenida Mauro Ramos. Além da importância social e cultural para a cidade, ambos são considerados parte da fase modernista da arquitetura de Santa Catarina. Um conjunto de prédios institucionais marca o início da via, com destaque para o prédio do Fórum, o do DNIT e o Tribunal de Contas de Santa Catarina.
Outro trecho possui um grupo de prédios de onze andares construídos na década de 1970 que são praticamente grudados uns nos outros, o que gera problemas como infiltrações, ventilação precária e iluminação deficiente. Esses prédios são conhecidos como Paredão da Hercílio Luz ou Paredão do Ceisa, em referência à construtora dos mesmos.